# Discografia de Big Bang
A discografia de Big Bang, um grupo masculino sul-coreano de K-pop, hip hop, R&B e dance, é composta por oito álbuns de estúdio, oito álbuns de compilação, dez álbuns ao vivo, oito extended plays (EPs) e trinta e cinco singles (incluindo oito promocionais). O grupo realizou sua estreia em 2006, com sua formação sendo documentada na televisão. Seu  primeiro álbum lançado no fim do mesmo ano, obteve vendas de mais de 150,000 mil cópias e gerou diversos singles airplay, incluindo "La La La" e "We Belong Together". Em 2007, o quinteto lançou seu primeiro EP intitulado Always, que produziu a faixa título "Lies" (hangul: 거짓말; rr: Geojitmal), a canção tornou-se o primeiro single número um do grupo e liderou a Melon Music Chart durante oito semanas. Seus EPs seguintes, seguiram o êxito de seu antecessor, Hot Issue (2007) gerou "Last Farewell" (hangul: 마지막 인사; rr: Majimak Insa) como faixa título, enquanto Stand Up (2008) produziu "Haru Haru"  (hangul: 하루하루). Ambos os singles posicionaram-se no topo das paradas musicais sul-coreanas por oito e sete semanas consecutivas, respectivamente. Posteriormente, o grupo lançou Remember (2008), seu segundo álbum de estúdio coreano, o mesmo obteve êxito comercial e produziu os singles "Sunset Glow" (hangul: 붉은 노을; rr: Byulkeun Noeul) e "Strong Baby".
O Big Bang realizou sua estreia no mercado musical japonês, lançando seu primeiro EP For the World (2008), seguido de seu primeiro álbum japonês auto-intitulado em agosto de 2009. Este último foi promovido com dois singles: "My Heaven"  e "Gara Gara Go!!" (japonês: ガラガラ Go!!), que posicionaram-se em número três e quinze, respectivamente, na Oricon Singles Chart. O próximo EP coreano do grupo, Tonight (2011), foi seu primeiro lançamento na Coreia do Sul após dois anos e liderou a Gaon Album Chart. No ano seguinte, o Big Bang lançou Alive (2012), seu quinto EP coreano, o que levou o grupo a tornar-se o primeiro artista coreano a entrar na parada Billboard 200 dos Estados Unidos. A canção "Blue" (hangul: 블루), o primeiro single retirado de Alive, atingiu a primeira posição em todas as paradas sul-coreanas. Em 2015 após uma pausa de três anos, o Big Bang realizou seu retorno através do lançamento de um projeto de singles durante quatro meses consecutivos, a fim de tornarem-se parte integrante de seu terceiro álbum coreano Made (2016). Todas as canções alcançaram o top 3 da Gaon Digital Chart, incluindo cinco canções em número um.
Incluindo as vendas de seus membros como solistas e as subunidades, o Big Bang possui vendas avaliadas em mais de 140 milhões, tornando-os o grupo com a maior venda digital de todos os tempos na Ásia e o boy group mais vendido de todos os tempos.

## Álbuns

### Álbuns de estúdio
| Título | Melhores posições nas paradas | Melhores posições nas paradas | Melhores posições nas paradas | Melhores posições nas paradas | Melhores posições nas paradas | Melhores posições nas paradas | Melhores posições nas paradas | Vendas                                          | Certificações |
| Título | COR                           | EUA                           | EUA Heat                      | EUA World                     | JAP                           | RU Down                       | TWN                           | Vendas                                          | Certificações |
| Em coreano | Em coreano                    | Em coreano                    | Em coreano                    | Em coreano                    | Em coreano                    | Em coreano                    | Em coreano                    | Em coreano                                      | Em coreano    |
| --- | ----------------------------- | ----------------------------- | ----------------------------- | ----------------------------- | ----------------------------- | ----------------------------- | ----------------------------- | ----------------------------------------------- | ------------- |
| Big Bang Vol.1-Since 2007 - Lançamento: 21 de dezembro de 2006 - Gravadora: YG Entertainment - Formatos: CD, download digital                                               | *                             | —                             | —                             | —                             | —                             | —                             | —                             | - : 149.158 mil                                 | -             |
| Remember - Lançamento: 5 de novembro de 2008 - Gravadora: YG Entertainment - Formatos: CD, download digital                                                                 | *                             | —                             | —                             | —                             | —                             | —                             | —                             | - : 219.572                                     | -             |
| Made - Lançamento: 12 de dezembro de 2016 - Gravadora: YG Entertainment - Formatos: CD, download digital                                                                    | 1                             | 67                            | 172                           | 1                             | 1                             | 1                             | 1                             | - : 2.970.000 - : 263.091 - : 4.000 - : 138.203 | - : Ouro      |
| Em japonês |                               |                               |                               |                               |                               |                               |                               |                                                 |               |
| Number 1 - Lançamento: 22 de outubro de 2008 - Gravadora: YG Entertainment Japan - Formatos: CD, download digital                                                           | —                             | —                             | —                             | —                             | 13                            | —                             | —                             | - : 18,000 mil                                  | -             |
| Big Bang - Lançamento: 19 de agosto de 2009 - Gravadora: Universal Music Japan - Formatos: CD, download digital                                                             | —                             | —                             | —                             | —                             | 3                             | —                             | 13                            | - : 67,285 mil                                  | - : Ouro      |
| Big Bang 2 - Lançamento: 11 de maio de 2011 - Gravadora: Universal Music Japan - Formatos: CD, download digital                                                             | —                             | —                             | —                             | —                             | 1                             | —                             | 14                            | - : 98,854 mil                                  | - : Ouro      |
| Alive - Lançamento: 28 de março de 2012 - Relançamento: 20 de junho de 2012 (Alive -Monster Edition-) - Gravadora: YGEX - Formatos: CD, download digital                    | —                             | —                             | —                             | —                             | 3                             | —                             | —                             | - : 217,000 mil                                 | - : Ouro      |
| Made Series - Lançamento: 3 de fevereiro de 2016 - Gravadora: YGEX - Formatos: CD, download Digital                                                                         | —                             | —                             | —                             | —                             | 1                             | —                             | —                             | - : 202,600 mil                                 | - : Ouro      |
| "—" indica lançamentos que não figuraram nas paradas ou não foram lançados nessa região. "*" indica que a parada de referência não existia na época de lançamento do álbum. |                               |                               |                               |                               |                               |                               |                               |                                                 |               |

### Álbuns reeditados
| Título | Melhores posições nas paradas | Melhores posições nas paradas | Melhores posições nas paradas | Melhores posições nas paradas | Melhores posições nas paradas | Vendas          |
| Título | COR                           | EUA Heat                      | EUA World                     | JAP                           | TWN                           | Vendas          |
| Coreano | Coreano                       | Coreano                       | Coreano                       | Coreano                       | Coreano                       | Coreano         |
| --- | ----------------------------- | ----------------------------- | ----------------------------- | ----------------------------- | ----------------------------- | --------------- |
| Big Bang Special Edition - Lançamento: 8 de abril de 2011 - Gravadoras: YG Entertainment - Formatos: CD, download digital | 1                             | —                             | —                             | —                             | —                             | - : 99.375 mil  |
| Still Alive - Lançamento: 3 de junho de 2012 - Gravadora: YG Entertainment - Formatos: CD, download digital               | 1                             | 20                            | 3                             | —                             | 2                             | - : 172,855 mil |
| Japonês |                               |                               |                               |                               |                               |                 |
| Alive: Monster Edition - Lançamento: 20 de junho de 2012 - Gravadoras: YGEX - Formatos: CD, download digital              | —                             | —                             | —                             | 3                             | —                             | - : 70,784 mil  |
| "—" indica lançamentos que não figuraram nas paradas ou não foram lançados nessa região.                                  |                               |                               |                               |                               |                               |                 |

### Álbunssingles
| Título                                                                                             | Melhores posições | Melhores posições | Melhores posições | Vendas                                                             |
| Título                                                                                             | COR               | JAP               | TWN               | Vendas                                                             |
| -------------------------------------------------------------------------------------------------- | ----------------- | ----------------- | ----------------- | ------------------------------------------------------------------ |
| M - Lançamento: 1 de maio de 2015 - Gravadora: YG Entertainment - Formatos: CD, download digital   | 1                 | —                 | 1                 | - : 137,663 mil - : 520,000 mil - : 10,000 mil                     |
| A - Lançamento: 1 de junho de 2015 - Gravadora: YG Entertainment - Formatos: CD, download digital  | 2                 | —                 | 6                 | - : 102,895 mil - : 865,000 mil - : 15,000 mil                     |
| D - Lançamento: 1 de julho de 2015 - Gravadora: YG Entertainment - Formatos: CD, download digital  | 1                 | 16                | 1                 | - : 95,000 mil - : 1,359,000 milhão - : 9,000 mil - : 20,000 mil   |
| E - Lançamento: 5 de agosto de 2015 - Gravadora: YG Entertainment - Formatos: CD, download digital | 1                 | 15                | 1                 | - : 126,684 mil - : 1,452,000 milhão - : 13,888 mil - : 20,000 mil |
| "—" indica lançamentos que não figuraram nas paradas ou não foram lançados nessa região.           |                   |                   |                   |                                                                    |

### Extended plays(EPs)
| Título | Melhores posições nas paradas | Melhores posições nas paradas | Melhores posições nas paradas | Melhores posições nas paradas | Melhores posições nas paradas | Melhores posições nas paradas | Vendas                                        |
| Título | COR                           | EUA                           | EUA Heat                      | EUA World                     | JAP                           | TWN                           | Vendas                                        |
| Em coreano | Em coreano                    | Em coreano                    | Em coreano                    | Em coreano                    | Em coreano                    | Em coreano                    | Em coreano                                    |
| --- | ----------------------------- | ----------------------------- | ----------------------------- | ----------------------------- | ----------------------------- | ----------------------------- | --------------------------------------------- |
| Always - Lançamento: 16 de agosto de 2007 - Gravadora: YG Entertainment - Formatos: CD, download digital                                                                  | *                             | —                             | —                             | —                             | —                             | —                             | - : 122,736 mil                               |
| Hot Issue - Lançamento: 22 de novembro de 2007 - Gravadora: YG Entertainment - Formatos: CD, download digital                                                             | *                             | —                             | —                             | —                             | —                             | —                             | - : 123,384 mil                               |
| Stand Up - Lançamento: 8 de agosto de 2008 - Gravadora: YG Entertainment - Formatos: CD, download digital                                                                 | *                             | —                             | —                             | —                             | —                             | —                             | - : 177,662 mil                               |
| Tonight - Lançamento: 14 de fevereiro de 2011 - Relançamento: 8 de abril de 2011 (BIGBANG Special Edition) - Gravadora: YG Entertainment - Formatos: CD, download digital | 1                             | —                             | 7                             | 3                             | 10                            | 2                             | - : 149,168 mil - : 57,000 mil - : 10,000 mil |
| Alive - Lançamento: 29 de fevereiro de 2012 - Relançamento: 3 de junho de 2012 (Still Alive) - Gravadora: YG Entertainment - Formatos: CD, download digital               | 1                             | 150                           | 4                             | 4                             | 6                             | 1                             | - : 278,651 mil - : 4,100 mil - : 55,000 mil  |
| Em japonês |                               |                               |                               |                               |                               |                               |                                               |
| For the World - Lançamento: 4 de janeiro de 2008 - Gravadora: YG Entertainment Japan - Formatos: CD, download digital                                                     | —                             | —                             | —                             | —                             | 53                            | —                             | - : 14,000 mil                                |
| With U - Lançamento: 28 de maio de 2008 - Gravadora: YG Entertainment Japan - Formatos: CD, download digital                                                              | —                             | —                             | —                             | —                             | 45                            | —                             | - : 5,600 mil                                 |
| Special Final in Dome Memorial Collection - Lançamento: 5 de dezembro de 2012 - Gravadora: YGEX - Formatos: CD, download digital                                          | —                             | —                             | —                             | —                             | 6                             | —                             | - 80,976 mil                                  |
| "—" indica lançamentos que não figuraram nas paradas ou não foram lançados nessa região.                                                                                  |                               |                               |                               |                               |                               |                               |                                               |

### Álbuns ao vivo
| Título | Melhores posições | Melhores posições | Vendas         |
| Título | COR               | JAP               | Vendas         |
| --- | ----------------- | ----------------- | -------------- |
| First Live Concert: The Real - Lançamento: 8 de fevereiro de 2007 - Gravadora: YG Entertainment - Formatos: CD, download digital                                            | *                 | —                 | - : 26,787 mil |
| Second Live Concert: The Great - Lançamento: 29 de fevereiro de 2008 - Gravadora: YG Entertainment - Formatos: CD, download digital                                         | *                 | —                 | - : 36,957 mil |
| 2009 Big Show Live Album - Lançamento: 22 de abril de 2009 - Gravadora: YG Entertainment - Formatos: CD, download digital                                                   | *                 | 5                 | - : 63,904 mil |
| 2010 Big Show Live Album - Lançamento:19 de agosto de 2010 - Gravadora: YG Entertainment - Formatos: CD, download digital                                                   | 1                 | 2                 | - : 36,164 mil |
| 2011 Big Show Live Album - Lançamento: 17 de junho de 2011 - Gravadora: YG Entertainment - Formatos: CD, download digital                                                   | 1                 | 2                 | - : 28,543 mil |
| Alive Tour 2012: Live in Seoul - Lançamento: 10 de janeiro de 2013 - Gravadora: YG Entertainment - Formatos: CD, download digital                                           | 2                 | —                 | - : 19,390 mil |
| Alive Galaxy Tour 2013: The Final in Seoul - Lançamento: 30 de maio de 2013 - Gravadora: YG Entertainment - Formatos: CD, download digital                                  | 1                 | —                 | - : 19,731 mil |
| 2014 Big Bang +α In Seoul - Lançamento: 28 de maio de 2014 - Gravadora: YG Entertainment - Formatos: CD, download digital                                                   | 16                | —                 | - : 11,001 mil |
| 2016 Big Bang World Tour [Made] Final in Seoul Live - Lançamento: 3 de junho de 2016 - Gravadora: YG Entertainment - Formatos: CD, download digital                         | 6                 | —                 | - : 15,102 mil |
| Big Bang10 The Concert 0.TO.10 Final In Seoul Live - Lançamento: 25 de maio de 2017 - Gravadora: YG Entertainment - Formatos: CD, download digital                          | —                 | —                 | -              |
| "—" indica lançamentos que não figuraram nas paradas ou não foram lançados nessa região. "*" indica que a parada de referência não existia na época de lançamento do álbum. |                   |                   |                |

### Álbuns de compilação
| Título | Melhores posições | Vendas          | Certificações |
| Título | JAP               | Vendas          | Certificações |
| --- | ----------------- | --------------- | ------------- |
| Asia Best 2006-2009 - Lançamento: 19 de agosto de 2008 - Gravadora: YG Entertainment Japan - Formatos: CD, download digital              | 20                | -               | -             |
| The Ultimate -International Best- - Lançamento: 25 de maio de 2011 - Gravadora: YG Entertainment Japan - Formatos: CD, download digital  | 7                 | - : 17,818 mil  | -             |
| The Best of Big Bang - Lançamento: 14 de dezembro de 2011 - Gravadora: YGEX - Formatos: CD, download digital                             | 2                 | - : 218,241 mil | - : Ouro      |
| Big Bang The Non Stop MIX - Lançamento: 4 de abril de 2012 - Gravadora: YGEX - Formatos: CD, download digital                            | 31                | -               | -             |
| Big Bang Best Selection - Lançamento: 6 de junho de 2012 - Gravadora: YGEX - Formatos: CD, download digital                              | 47                | - : 779         | -             |
| Big Bang Non Stop Mega Mix mixed by DJ Wildparty - Lançamento: 18 de dezembro de 2013 - Gravadora: YGEX - Formatos: CD, download digital | 85                | - : 1,501 mil   | -             |
| The Best of Big Bang 2006-2014 - Lançamento: 26 de novembro de 2014 - Gravadora: YGEX - Formatos: CD, download digital                   | 1                 | - : 223,690 mil | - : Ouro      |
| 「Best Selection」Hi Quality CD - Lançamento: 17 de outubro de 2015 - Gravadora: YGEX - Formatos: CD, download digital                   | 169               | -               | -             |

### Box sets
| Título |
| --- |
| BIGBANG10 The Vinyl LP: Limited Edition - Lançamento: 13 de outubro de 2016 - Gravadora: YG Entertainment - Formatos: Disco de vinil  |
| BIGBANG10 The Collection - 'A To Z' - Lançamento: 25 de outubro de 2016 - Gravadora: YG Entertainment - Formatos: Livro de fotografia |

## Singles

### Como artista principal
| Ano | Título                   | Melhores posições nas paradas | Melhores posições nas paradas | Melhores posições nas paradas | Melhores posições nas paradas | Melhores posições nas paradas | Melhores posições nas paradas | Melhores posições nas paradas | Melhores posições nas paradas | Vendas & Certificações                                                               | Álbum                     |
| Ano | Título                   | COR                           | COR                           | CAN                           | CHI                           | EUA World                     | FIN                           | JAP                           | JAP                           | Vendas & Certificações                                                               | Álbum                     |
| Ano | Título                   | Gaon                          | Hot                           | CAN                           | CHI                           | EUA World                     | FIN                           | Oricon                        | Hot                           | Vendas & Certificações                                                               | Álbum                     |
| Em coreano | Em coreano               | Em coreano                    | Em coreano                    | Em coreano                    | Em coreano                    | Em coreano                    | Em coreano                    | Em coreano                    | Em coreano                    | Em coreano                                                                           | Em coreano                |
| --- | ------------------------ | ----------------------------- | ----------------------------- | ----------------------------- | ----------------------------- | ----------------------------- | ----------------------------- | ----------------------------- | ----------------------------- | ------------------------------------------------------------------------------------ | ------------------------- |
| 2006 | "We Belong Together"     | *                             | *                             | —                             | *                             | —                             | —                             | —                             | —                             | - : 54,333 mil (CD)                                                                  | Big Bang Vol.1-Since 2007 |
| 2006 | "La La La"               | *                             | *                             | —                             | *                             | —                             | —                             | —                             | —                             | - : 39,232 mil (CD)                                                                  | Big Bang Vol.1-Since 2007 |
| 2006 | "Big Bang"               | *                             | *                             | —                             | *                             | —                             | —                             | —                             | —                             | - : 32,348 mil (CD)                                                                  | Big Bang Vol.1-Since 2007 |
| 2006 | "Dirty Cash"             | *                             | *                             | —                             | *                             | —                             | —                             | —                             | —                             | - : 48,009 mil (CD)                                                                  | Big Bang Vol.1-Since 2007 |
| 2006 | "Shake It"               | *                             | *                             | —                             | *                             | —                             | —                             | —                             | —                             | -                                                                                    | Big Bang Vol.1-Since 2007 |
| 2007 | "Lies"                   | *                             | *                             | —                             | *                             | 24                            | —                             | —                             | —                             | - : 1,174,800 milhão                                                                 | Always                    |
| 2007 | "Always"                 | *                             | *                             | —                             | *                             | —                             | —                             | —                             | —                             |                                                                                      | Always                    |
| 2007 | "Last Farewell"          | *                             | *                             | —                             | *                             | —                             | —                             | —                             | —                             |                                                                                      | Hot Issue                 |
| 2008 | "Haru Haru"              | *                             | *                             | —                             | 27                            | 13                            | —                             | —                             | —                             | - : 5,433,290 milhões - : 845,000 mil                                                | Stand Up                  |
| 2008 | "Sunset Glow"            | *                             | *                             | —                             | *                             | —                             | —                             | —                             | —                             |                                                                                      | Remember                  |
| 2011 | "Tonight"                | 1                             | *                             | —                             | *                             | 19                            | —                             | —                             | 65                            | - : 2,454,322 milhões - : 100,000 mil - : Ouro                                       | Tonight                   |
| 2011 | "Love Song"              | 1                             | *                             | —                             | *                             | 2                             | —                             | —                             | —                             | - : 2,117,692 milhões                                                                | Big Bang Special Edition  |
| 2012 | "Blue"                   | 1                             | 1                             | —                             | 38                            | 3                             | —                             | —                             | —                             | - : 3,567,768 milhões - : 658,453+ mil                                               | Alive                     |
| 2012 | "Bad Boy"                | 2                             | 3                             | —                             | *                             | 3                             | —                             | —                             | —                             | - : 2,367,663 milhões                                                                | Alive                     |
| 2012 | "Fantastic Baby"         | 3                             | 2                             | —                             | 6                             | 3                             | —                             | —                             | 8                             | - : 4,036,298 milhões - : 2,031,700 milhões - : 500,000 mil - : ( 2× Platina)        | Alive                     |
| 2012 | "Monster"                | 1                             | 1                             | —                             | *                             | 3                             | —                             | —                             | 6                             | - : 2,438,809 milhões                                                                | Still Alive               |
| 2015 | "Loser"                  | 1                             | *                             | —                             | 6                             | 1                             | 26                            | —                             | 42                            | - : 1,841,510 milhão - : 9,000 mil - : 2,321,552 milhões - : 18,197 mil              | Made / M                  |
| 2015 | "Bae Bae"                | 2                             | *                             | —                             | 47                            | 2                             | 30                            | —                             | 69                            | - : 1,739,205 milhão - : 8,000 mil - : 10,043                                        | Made / M                  |
| 2015 | "Bang Bang Bang"         | 1                             | *                             | —                             | 15                            | 1                             | 30                            | —                             | 2                             | - : 2,133,023 milhões - : 11,000 mil - : 2,816,900+ milhões - : 100,000 mil - : Ouro | Made / A                  |
| 2015 | "We Like 2 Party"        | 3                             | *                             | —                             | —                             | 2                             | —                             | —                             | 27                            | - : 1,206,186 milhão - : 7,000 mil - : 714,400 mil - : 17,410 mil                    | Made / A                  |
| 2015 | "If You"                 | 1                             | *                             | —                             | 1                             | 2                             | —                             | —                             | 29                            | - : 1,445,147 milhão - : 3,000,000 milhões - : 15,969+ mil                           | Made / D                  |
| 2015 | "Sober"                  | 2                             | *                             | —                             | 50                            | 3                             | —                             | —                             | 24                            | - : 1,317,469 milhão - : 1,276,700 milhão - : 12,481 mil                             | Made / D                  |
| 2015 | "Let's Not Fall in Love" | 1                             | *                             | —                             | 21                            | 1                             | —                             | —                             | 82                            | - : 1,399,315 milhão - : 1,912,600 milhão - : 7,000 mil                              | Made / E                  |
| 2016 | "Fxxk It"                | 1                             | *                             | 98                            | 27                            | 2                             | 23                            | —                             | 7                             | - : 1,778,189 milhão - : 1,040,000 milhão - : 6,000 mil                              | Made                      |
| 2016 | "Last Dance"             | 2                             | *                             | —                             | 29                            | 3                             | —                             | —                             | 9                             | - : 1,200,967 milhão - : 900,000 mil - : 4,000 mil                                   | Made                      |
| 2018 | "Flower Road"            | 1                             | 2                             | —                             | 1                             | 1                             | —                             | —                             | 10                            | - : 2,566,609 milhões - : 2,500,000 milhões - : 5,000 mil - : 20,170 mil             | Single sem álbum          |
| Em japonês |                          |                               |                               |                               |                               |                               |                               |                               |                               |                                                                                      |                           |
| 2008 | "How Gee"                | —                             | —                             | —                             | —                             | —                             | —                             | —                             | 35                            | -                                                                                    | For the World             |
| 2008 | "With U"                 | —                             | —                             | —                             | —                             | —                             | —                             | —                             | 139                           | -                                                                                    | With U                    |
| 2008 | "Number 1"               | —                             | —                             | —                             | —                             | —                             | —                             | —                             | 90                            | -                                                                                    | Number 1                  |
| 2009 | "My Heaven"              | —                             | —                             | —                             | —                             | —                             | —                             | 4                             | 3                             | - : 40,600 mil                                                                       | Big Bang                  |
| 2009 | "Gara Gara Go!!"         | —                             | —                             | —                             | —                             | —                             | —                             | 15                            | 5                             | - : 100,000 mil - : Ouro                                                             | Big Bang                  |
| 2009 | "Koe wo Kikasete"        | —                             | —                             | —                             | —                             | —                             | —                             | 10                            | 4                             | - : 250,000 mil - : Platina                                                          | Big Bang 2                |
| 2010 | "Tell Me Goodbye"        | —                             | —                             | —                             | —                             | —                             | —                             | 16                            | 5                             | - : 100,000 mil - : Ouro                                                             | Big Bang 2                |
| 2010 | "Beautiful Hangover"     | —                             | —                             | —                             | —                             | —                             | —                             | 14                            | 7                             | - : 36,600 mil                                                                       | Big Bang 2                |
| "—" indica lançamentos que não figuraram nas paradas ou não foram lançados nessa região. "*" indica que a parada de referência não existia na época de lançamento da canção. |                          |                               |                               |                               |                               |                               |                               |                               |                               |                                                                                      |                           |

### Singlespromocionais
| Ano | Título                                                   | Melhores posições | Vendas                | Álbum                                   |
| Ano | Título                                                   | COR               | Vendas                | Álbum                                   |
| --- | -------------------------------------------------------- | ----------------- | --------------------- | --------------------------------------- |
| 2008 | "Stylish"                                                | *                 | —                     | Gara Gara Go!! (single)                 |
| 2009 | "Lollipop" (com 2NE1)                                    | *                 | - : 3,000,000 milhões | 2NE1                                    |
| 2009 | "So Fresh So Cool"                                       | *                 | —                     | Single sem álbum                        |
| 2009 | "Chingu" (T.O.P & Taeyang)                               | *                 | —                     | Friend, Our Legend Original Sound Track |
| 2009 | "Hallelujah" (G-Dragon, T.O.P & Taeyang)                 | *                 | —                     | Iris Original Sound Track               |
| 2010 | "Lollipop Pt. 2"                                         | 3                 | - : 1,337,098 milhão  | Single sem álbum                        |
| 2010 | "The Shouts of Red Part 2" (com Trans Fixion e Kim Yuna) | 47                | —                     | Single sem álbum                        |
| 2011 | "The North Face Song"                                    | —                 | —                     | Single sem álbum                        |
| "—" indica lançamentos que não figuraram nas paradas ou não foram lançados nessa região. "*" indica que a parada de referência não existia na época de lançamento da canção. |                                                          |                   |                       |                                         |

### Outras canções que entraram nas paradas musicais
| Ano | Título                          | Melhores posições | Melhores posições | Melhores posições | Vendas                        | Álbum                         |
| Ano | Título                          | COR               | EUA World         | JAP Hot           | Vendas                        | Álbum                         |
| --- | ------------------------------- | ----------------- | ----------------- | ----------------- | ----------------------------- | ----------------------------- |
| 2008 | "Heaven"                        | *                 | —                 | —                 | —                             | Stand Up                      |
| 2008 | "Oh My Friend"                  | *                 | —                 | —                 | —                             | Stand Up                      |
| 2008 | "A Good Man"                    | *                 | —                 | —                 | —                             | Stand Up                      |
| 2008 | "Lady"                          | *                 | —                 | —                 | —                             | Stand Up                      |
| 2011 | "Cafe"                          | 2                 | —                 | —                 | - : 1,563,637 milhão          | Tonight                       |
| 2011 | "What Is Right"                 | 3                 | —                 | —                 | - : 1,310,288 milhão          | Tonight                       |
| 2011 | "Somebody To Love"              | 5                 | —                 | —                 | - : 963,732 mil               | Tonight                       |
| 2011 | "Hands Up"                      | 7                 | —                 | —                 | - : 828,404 mil               | Tonight                       |
| 2011 | "Intro" (Thank You & You)       | 20                | —                 | —                 | - : 110,148 mil               | Tonight                       |
| 2011 | "Stupid Liar"                   | 2                 | 6                 | —                 | - : 1,275,166 milhão          | Big Bang Special Edition      |
| 2011 | "Baby Don't Cry" (Daesung solo) | 3                 | 19                | —                 | - : 368,679 mil               | Big Bang Special Edition      |
| 2012 | "Intro (Alive)"                 | 18                | 12                | —                 | - : 593,718 mil               | Alive                         |
| 2012 | "Love Dust"                     | 3                 | 6                 | —                 | - : 1,892,834 milhão          | Alive                         |
| 2012 | "Ain't No Fun"                  | 6                 | 7                 | —                 | - : 1,371,815 milhão          | Alive                         |
| 2012 | "Wings" (Daesung solo)          | 8                 | 10                | —                 | - : 1,096,474 milhão          | Alive                         |
| 2012 | "Still Alive"                   | 3                 | 5                 | —                 | - : 1,349,551 milhão          | Still Alive – Special Edition |
| 2012 | "Ego"                           | 4                 | 8                 | —                 | - : 876,736 mil               | Still Alive – Special Edition |
| 2012 | "Feeling"                       | 5                 | 9                 | —                 | - : 727,415 mil               | Still Alive – Special Edition |
| 2012 | "Bingeul Bingeul"               | 6                 | 7                 | —                 | - : 752,952 mil               | Still Alive – Special Edition |
| 2016 | "Girlfriend"                    | 3                 | 4                 | 22                | - : 548,948 mil - : 3,000 mil | Made                          |
| "—" indica lançamentos que não figuraram nas paradas ou não foram lançados nessa região. "*" indica que a parada de referência não existia na época de lançamento da canção. |                                 |                   |                   |                   |                               |                               |